# Paliwo stałe

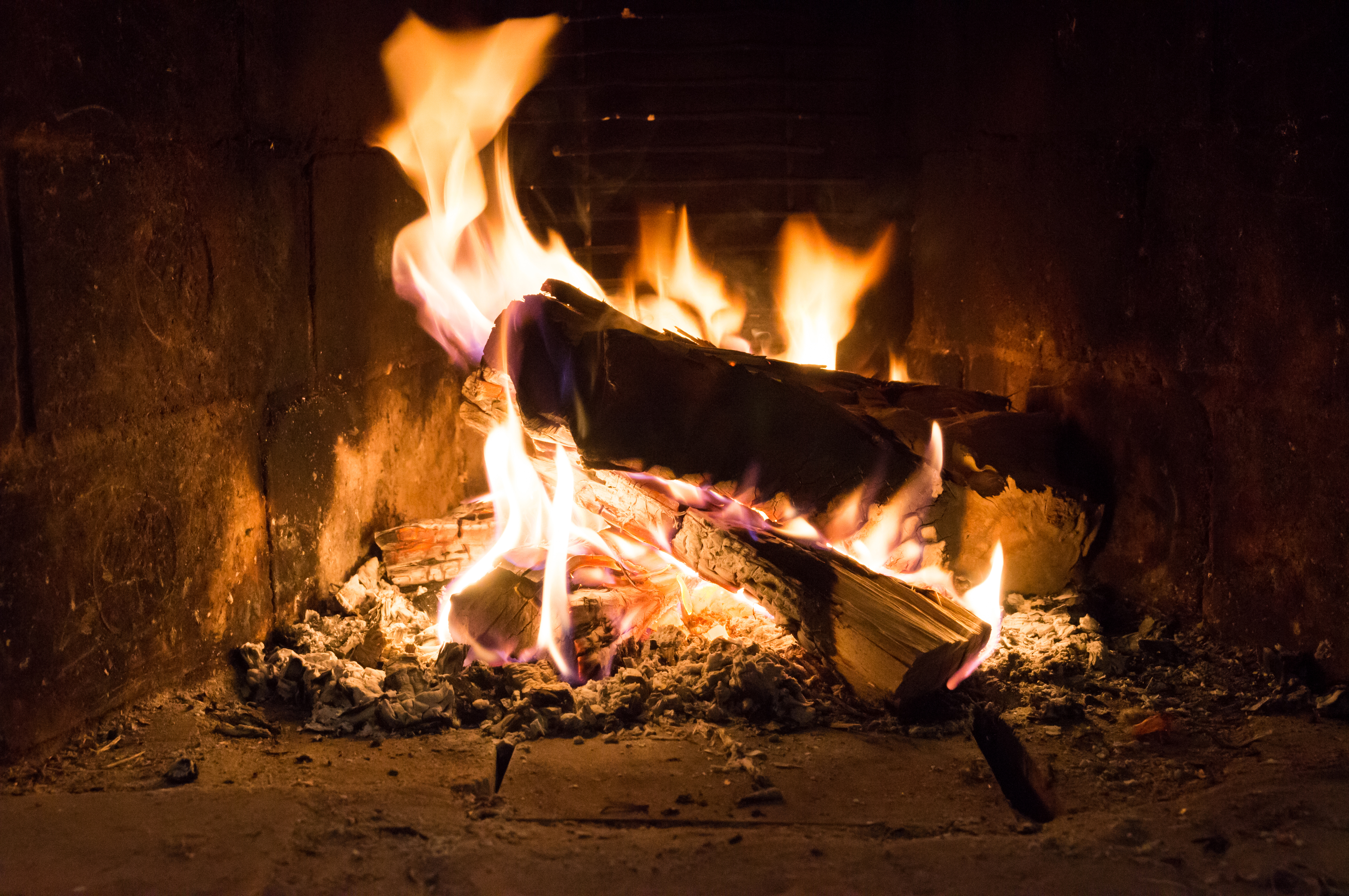
Drewno – paliwo stałe podczas spalania

Paliwo stałe – palne ciało stałe pochodzenia naturalnego lub otrzymane sztucznie, wykorzystywane jako źródło energii cieplnej. Używane do celów przemysłowych, technicznych, gospodarczych itp. 

## Podział paliwa stałego
Paliwa stałe w Polsce podzielono na 6 grup:
- drewno                      – grupa 0
- torf                        – grupa 1
- węgiel brunatny             – grupa 2
- węgiel kamienny             – grupa 3
- węgiel antracytowy – grupa 4
- grafit                      – grupa 5

Najważniejszym stałym paliwem naturalnym jest węgiel kamienny.